# Ventrèche (porc)
Pour les articles homonymes, voir Ventrèche.

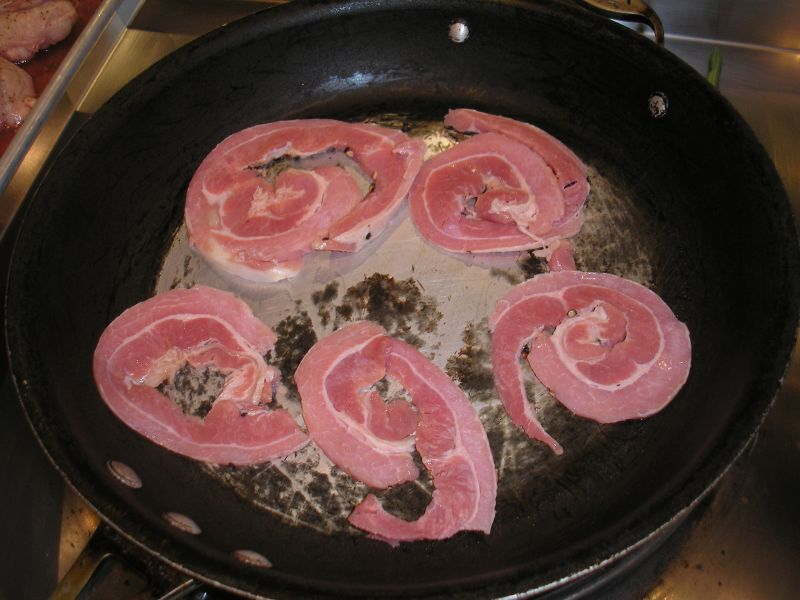
Ventrèche revenue à la poêle.

La ventrèche est le morceau de viande constituant le ventre (l’estomac) d'un cochon gras traitée comme le lard, dans le Midi de la France. Elle est conservée le plus souvent en salaison et parfois fumée.

## Étymologie
Cette dénomination est une francisation des graphies ventresca (norme classique) ou bentresca (norme mistralienne), appellation en langue occitane qui désigne ce morceau du porc.

## Diffusion
La ventrèche salée et séchée (plate ou roulée) est détaillée au fur et à mesure des besoins et sert d'ingrédient à des préparations culinaires comme le tripou trenèl rouergat ou comme les grattons, grillons, rillons (ardéchois, notamment), rillots ou rillauds, rostes catalanes (ventrèche grillée au four), xingar basque, cansalade  (roulée) dans le Lauragais. Ces mets sont tous issus des cuisines occitane, catalane, gasconne et basque.
Elle se mange aussi (notamment dans le Sud-Ouest) coupée en tranches cuites à la poêle, ou bien elle accompagnera des œufs au plat, une ratatouille, des légumes ; elle peut aussi être grillée à la plancha.

## À l'étranger
Ce morceau de viande est également nommé ventresca dans certaines régions du centre et du sud de l'Italie comme l'Ombrie et confondue avec la pancetta dans d'autres régions.